# غريغ تولاند
غريغ تولاند (بالإنجليزية: Gregg Toland )‏ (و. 1904 – 1948 م) هو مصور سينمائي أمريكي، ولد في تشارلستون، توفي في سانتا مونيكا، كاليفورنيا، عن عمر يناهز 44 عاماً، بسبب خثار تاجي.

## جوائز وترشيحات
حصل على جوائز منها:
- جائزة الأوسكار لأفضل تصوير سينمائي، عن عمل: البؤساء
- جائزة الأوسكار لأفضل تصوير سينمائي، عن عمل: النهاية الميتة

ترشح لـ:
- جائزة الأوسكار لأفضل تصوير سينمائي، عن عمل: البؤساء
- جائزة الأوسكار لأفضل تصوير سينمائي أسود وأبيض، عن عمل: Intermezzo (1939 film) [الإنجليزية]‏
- جائزة الأوسكار لأفضل تصوير سينمائي أسود وأبيض، عن عمل: بيت الرحلة الطويلة
- جائزة الأوسكار لأفضل تصوير سينمائي أسود وأبيض، عن عمل: مرتفعات ويذرنج
- جائزة الأوسكار لأفضل تصوير سينمائي، عن عمل: النهاية الميتة
- جائزة الأوسكار لأفضل تصوير سينمائي أسود وأبيض، عن عمل: المواطن كين.

## وصلات خارجية
- غريغ تولاند على موقع IMDb (الإنجليزية)
- غريغ تولاند على موقع الموسوعة البريطانية (الإنجليزية)
- غريغ تولاند على موقع ألو سيني (الفرنسية)
- غريغ تولاند على موقع أول موفي (الإنجليزية)
- غريغ تولاند على موقع قاعدة بيانات الأفلام السويدية (السويدية)
- غريغ تولاند على موقع قاعدة بيانات الفيلم (الإنجليزية)
- غريغ تولاند على موقع كينوبويسك (الروسية)